# Sertularella anguina
Sertularella anguina är en nässeldjursart som beskrevs av Vervoort 1993. Sertularella anguina ingår i släktet Sertularella och familjen Sertulariidae. Inga underarter finns listade i Catalogue of Life.